# Apans knytnäve

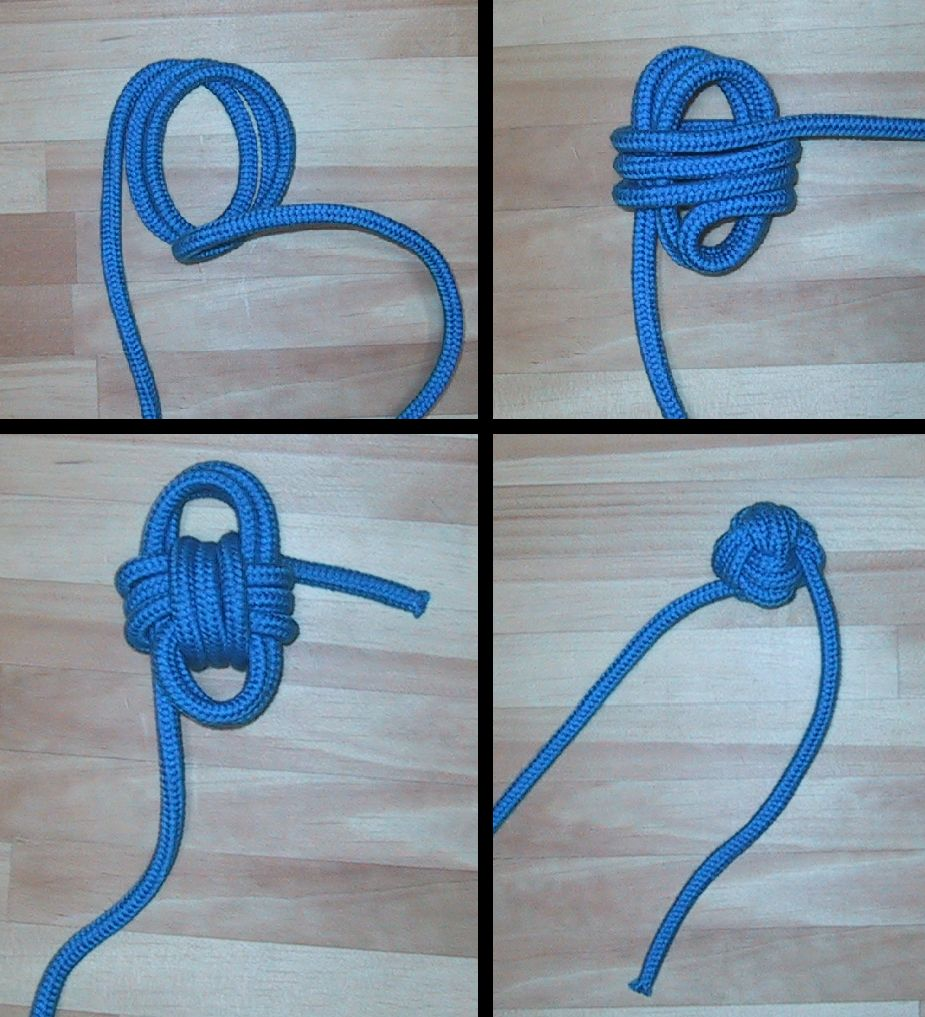
Apnäve, steg för steg

Apans knytnäve eller Apnäve är en knop som ursprungligen använts för att ge tyngd åt den kastade änden av en lina. Genom att fylla ut hålrummet i knopen med till exempel en sten kan tyngden ökas ytterligare, vilket var vanligt förr i tiden till sjöss. Det kan dock vara vanskligt för en sådan kastlina som är avsedd för att kasta mot en nödställd i vattnet.
Med tiden har den genom sitt estetiska utseende kommit att även användas i rent dekorativa syften. Knopen måste slås löst med ganska lång fri ände för att få tillräckligt material för alla varv. Även en dekorativ apnäve kan fyllas med material, för att bättre bibehålla sin form.